# Bagnoles-de-l’Orne-Normandie
Bagnoles-de-l’Orne-Normandie – gmina we Francji, w regionie Normandia, w departamencie Orne. W 2013 roku liczba ludności wynosiła 2710 mieszkańców.
Gmina została utworzona 1 stycznia 2016 roku z połączenia dwóch ówczesnych gmin: Bagnoles-de-l’Orne oraz Saint-Michel-des-Andaines. Siedzibą gminy została miejscowość Bagnoles-de-l’Orne.